# ناتا ۱۰۸۶
سیارک ۱۰۸۶ (به انگلیسی: 1086 Nata، نامگذاری:1927QL) هزار و هشتاد و ششمین سیارک کشف شده‌است که در ۲۵ اوت ۱۹۲۷ و در رصدخانه سایمیز کشف شد.
قدر مطلق سیارک برابر ۹٫۳۰ است.